# Aleksiej Smirnow (lotnik)
Aleksiej Siemionowicz Smirnow (ros. Алексе́й Семёнович Смирно́в, ur. 25 stycznia?/7 lutego 1917 we wsi Palcewo w obwodzie twerskim, zm. 7 sierpnia 1987 w Moskwie) – radziecki lotnik wojskowy, dwukrotny Bohater Związku Radzieckiego (1943 i 1945).

## Życiorys
Urodził się w karelskiej rodzinie chłopskiej. Ukończył niepełną szkołę średnią, pracował jako ślusarz na kolei, w 1938 został powołany do Armii Czerwonej, skończył wojskową szkołę pilotów w Odessie i w grudniu 1938 został lotnikiem sekcji lotniczej Moskiewskiego, następnie Leningradzkiego Okręgu Wojskowego. Brał udział w wojnie z Finlandią 1939-1940, 1941 został członkiem WKP(b), od czerwca 1941 uczestniczył w wojnie z Niemcami jako dowódca klucza, potem zastępca dowódcy eskadry na Froncie Leningradzkim, Wołchowskim, od czerwca do października 1942 Woroneskim, od października 1942 do września 1943 Północno-Zachodnim, następnie Kalinińskim. Latał myśliwcami I-153 i I-16. W sierpniu 1943 został zastępcą dowódcy eskadry 28 gwardyjskiego pułku lotnictwa myśliwskiego 5 Gwardyjskiej Dywizji Lotnictwa Myśliwskiego 11 Korpusu Lotnictwa Myśliwskiego 3 Armii Powietrznej, walczył na 2 Froncie Nadbałtyckim, od czerwca 1944 do stycznia 1945 1 Nadbałtyckim, następnie na 3 Białoruskim. Do sierpnia 1943 wykonał 312 lotów bojowych i stoczył 39 walk powietrznych, w których strącił 13 samolotów wroga. Łącznie podczas wojny wykonał 457 lotów bojowych, stoczył 72 walki powietrzne i strącił 34 samoloty wroga osobiście i 1 w grupie, był dwukrotnie ciężko i raz lekko ranny. Od 1945 dowodził pułkiem lotniczym, 1947 skończył wyższe kursy taktyczne doskonalenia kadry oficerskiej w Lipiecku, 1950-1954 był starszym instruktorem-lotnikiem Sił Wojskowo-Powietrznych Moskiewskiego Okręgu Wojskowego, od 1952 w stopniu pułkownika, następnie zakończył służbę wojskową. Został pochowany na Cmentarzu Kuncewskim.

## Odznaczenia
- Złota Gwiazda Bohatera Związku Radzieckiego (dwukrotnie - 28 września 1943 i 23 lutego 1945)
- Order Lenina (dwukrotnie - 14 sierpnia 1942 i 29 września 1943)
- Order Czerwonego Sztandaru (pięciokrotnie, m.in. 3 grudnia 1941 i 3 maja 1942)
- Order Aleksandra Newskiego (11 października 1943)
- Order Wojny Ojczyźnianej I klasy (dwukrotnie - 15 maja 1945 i 11 marca 1985)
- Order Czerwonej Gwiazdy

I medale.